# Петрик Вікторія Ігорівна
Вікто́рія Íгорівна Пе́трик (нар. 21 травня 1997 року, Одеса) — українська співачка. Переможниця дитячої «Нової хвилі 2010». Старша сестра Анастасії Петрик.

## Життєпис
Вікторія народилась 21 травня 1997 року в Одесі, пізніше сім'я переїхала до села Нерубайське. З 2001 року відвідувала Воронцовський палац дитячої та юнацької творчості, 2002 року почала сольну кар'єру. 2003 року почала ходити до нерубайської гімназії, через рік вступила до музичної школи № 1 в Одесі: спочатку на клас «скрипка», а через рік перейшла на фортепіанне відділення.
Влітку 2004 року на міжнародному дитячому конкурсі «Зоряні мости» Вікторія отримала гран-прі, того ж року на міжнародному дитячому фестивалі «Звёздочка» здобула перемогу. 2005 року посіла перше місце на міжнародному фестивалі «Молода Галичина».
2008 року, отримавши перемогу у національному відборі на дитячому Євробаченні, посіла друге місце на самому конкурсі, який пройшов на Кіпрі.
22 серпня 2010 року посіла перше місце на міжнародному конкурсі «Нова хвиля», яке розділила з вірменським гуртом «Размік і друзі». Молодша сестра Анастасія перемогла в молодшій віковій групі.

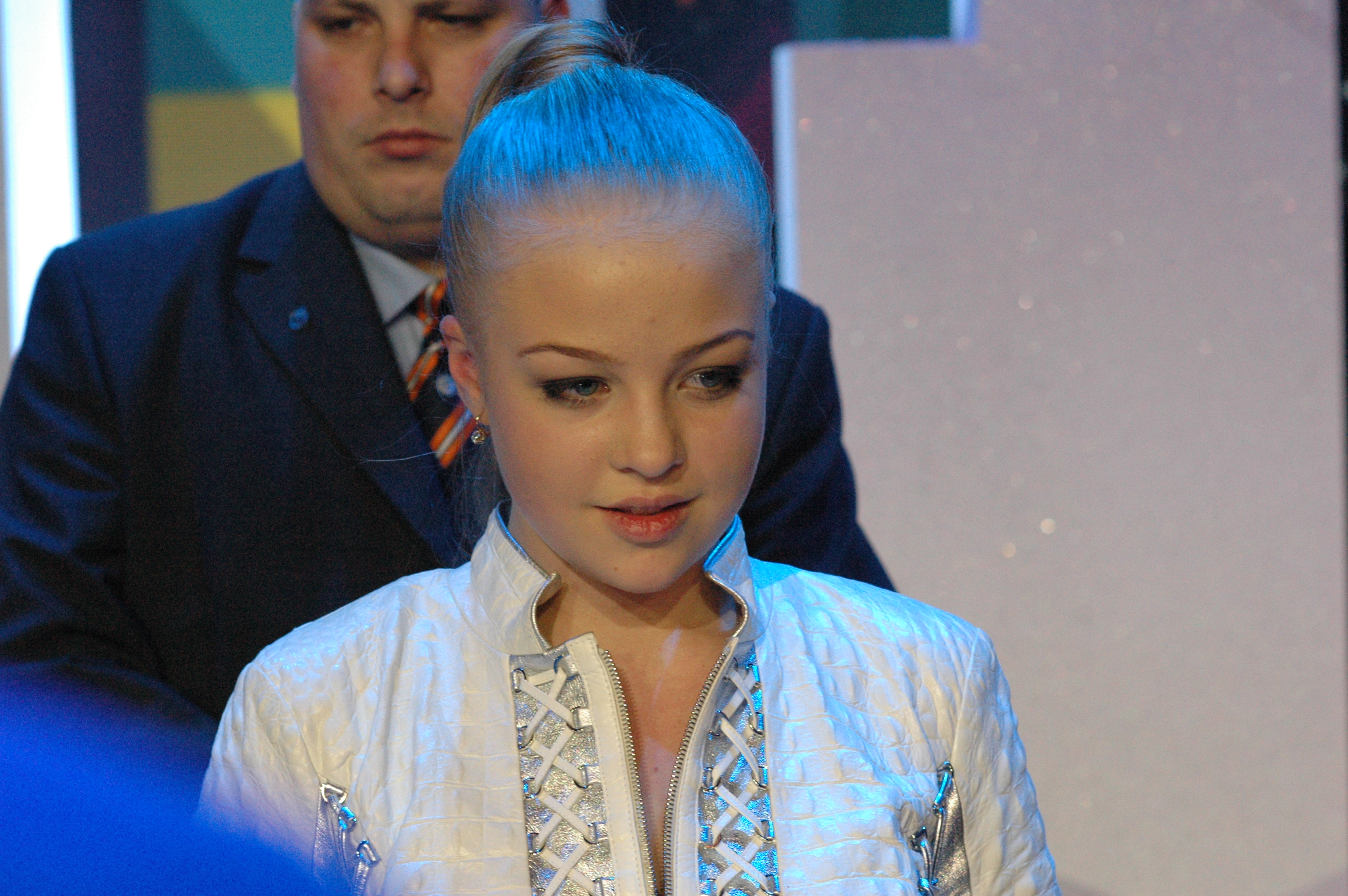
Петрик на Дитячому Євробаченні, 2012

В 2012 році Вікторія знову отримала премію «Людина року». разом з сестрою вони перемогли у номінації «Кумир нації».
В 2013 році 15-річна Вікторія брала участь у відбірковому турі конкурсу «Нова хвиля», але не пройшла його, через вік (учасникові має бути не менше 16 років). У планах Вікторії — зняти кліп і взяти участь у конкурсі «Євробачення».
У 2014 році Вікторія брала участь у національному відборі «Євробачення 2014» в Данії, зайняла 2-е місце з результатом 17 балів.
У 2014 році Вікторія разом з В'ячеславом Рибіковим представляла Україну на Новій хвилі.
У 2016 році брала участь у півфіналі національного відбору Пісенного конкурсу «Євробачення 2016».

## Нагороди

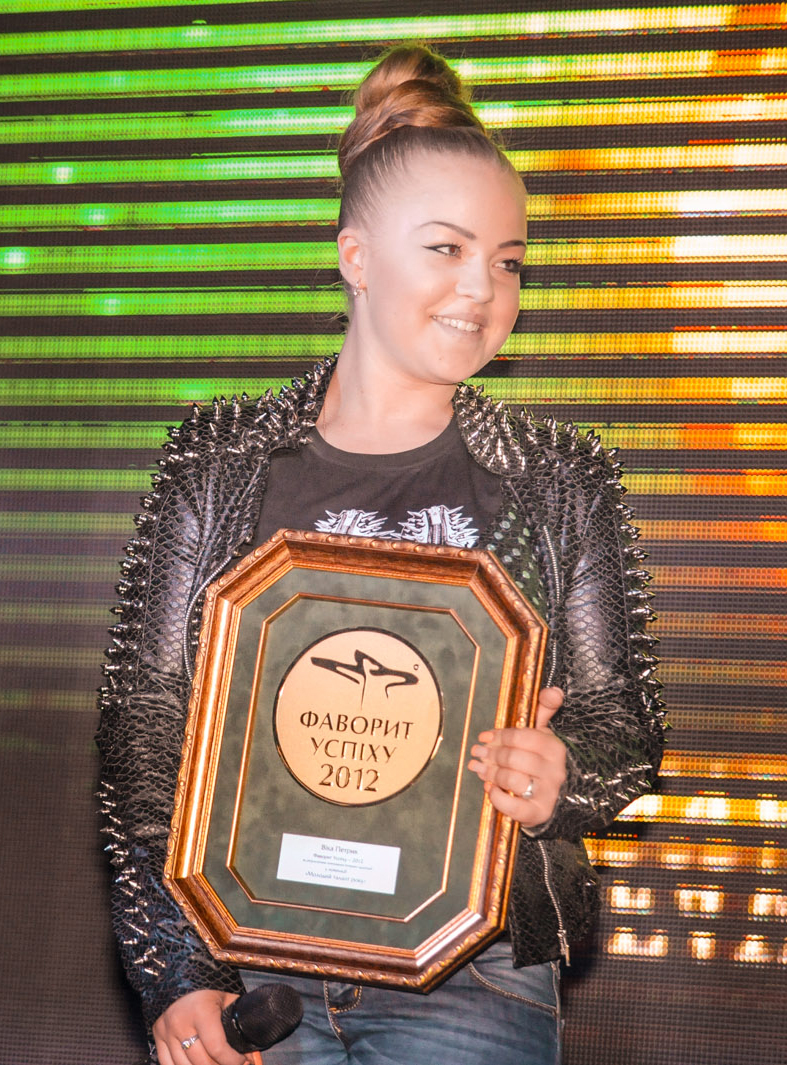
Петрик на 10-ій церемонії «Фаворитів Успіху», 2012

- Петрик на 10-ій церемонії «Фаворитів Успіху», 20122004 — «Зоряні мости» — гран-прі[1]
- 2005 — «Молода Галичина» — 1-е місце[1]
- 2008 — Дитяче Євробачення — 2-е місце[1][4]
- 2010 — «Нова хвиля» — 1-е місце[1][2]
- 2012, 2013 — Фаворит Успіху 2012 та 2013 років у номінації «Молодий талант»[8][9].
- 2014 — «Нова хвиля» — 2-е місце

## Пісні
- «Матроси»
- «Fall in Love»
- «Ти і я»
- «Американо»
- «Love is Lord» (2013)
- «Дерево любові» (2014)
- «Freedom» (2014)
- «Overload» (2015)
- «Чаклунка» (2015)
- «Весна» (2015)